# Prisión de Sing Sing

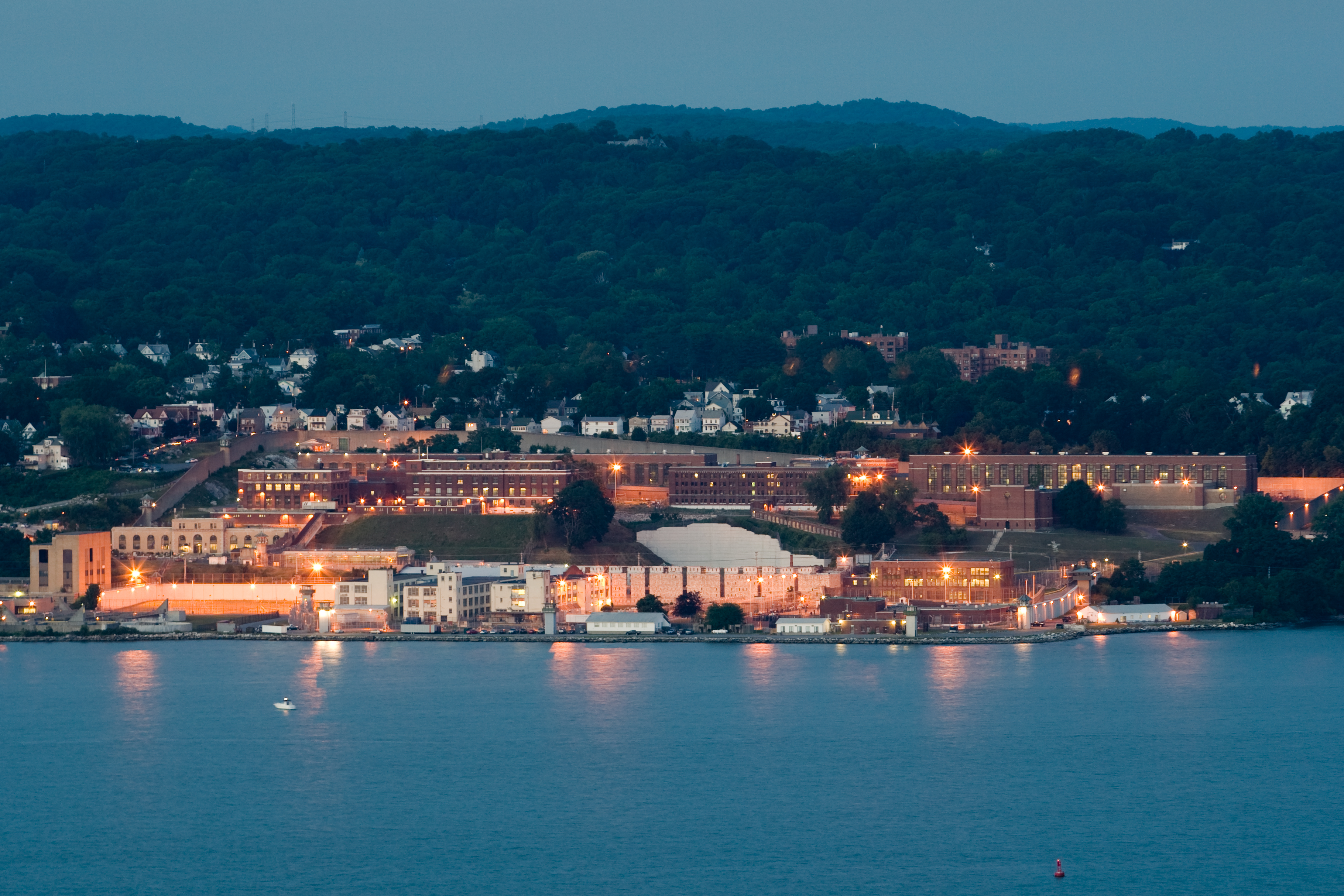
La prisión de Sing Sing.

Sing Sing Correctional Facility es una prisión del Departamento de Servicios Correccionales del Estado de Nueva York, en Ossining, estado de Nueva York, Estados Unidos. El nombre proviene del nombre original del pueblo de Ossining.
Fue la tercera prisión del estado de Nueva York, construida en 1825. La legislatura del estado adjudicó $20.100 dólares para comprar la granja Silver Mine.
La prisión debía auto-gestionarse y no requerir presupuesto estatal.
Elan Lynds, carcelero de la prisión de Auburn (la segunda prisión de Nueva York), llevó 100 convictos de Auburn a la nueva prisión y los empleó para su construcción.
Harris A. Smiler fue la primera persona ejecutada por electrocución en Sing Sing, el 7 de julio de 1891. Desde 1914 hasta 1971, la silla eléctrica fue el único método empleado en Sing Sing para las ejecuciones.
El 8 de enero de 1983, más de 600 internos del bloque B iniciaron un motín, tomando 17 oficiales como rehenes; este terminó 53 horas después.
También se menciona Sing Sing en la película The Kiss of the Death ("Rl beso de la muerte"), con Victor Mature. Algunas escenas fueron firmadas ahí, según advierte en el inicio el director del filme.

## Prisioneros notables
- Charles 'Lucky' Luciano, uno de los mayores jefes de la historia del crimen organizado.
- Albert Fish, asesino en serie y caníbal.
- James Larkin, líder de los Trabajadores de Irlanda, preso desde 1920 a 1923.
- The Rose Man, un exeditor de un periódico neoyorquino que cumplió cadena perpetua por asesinato.
- Ethel y Julius Rosenberg, un matrimonio acusado de espionaje y condenados a la pena capital y ejecutados en la silla eléctrica.
- William H. Van Schaick, capitán del General Slocum, responsable del peor accidente marítimo en la historia de Nueva York.
- Miguel Piñero, poeta puertorriqueño.

## Sing Sing en la cultura popular
Esta prisión neoyorquina es probablemente la más arquetípica y por ello muy mencionada en la cultura popular moderna, junto con la de Alcatraz.
Casi al final del cuento Bartleby, el escribiente, de Herman Melville, se menciona que Monroe Edwards murió de tuberculosis en la prisión de Sing Sing.
Existe una canción llamada La cárcel de Sing Sing, escrita por Bienvenido Brens, la cual cuenta la historia de un prisionero de esta cárcel que fue condenado a muerte por matar a su mujer y al amante de esta. La canción fue hecha famosa por José Feliciano. También es interpretada por el cantautor colombiano Alci Acosta. Además, fue interpretada en directo por el grupo Corizonas (unión de Arizona Baby y Los Coronas) en su disco directo "Dos bandas y un destino".
Existe una canción de la agrupación salsera Conjunto Clásico en el álbum El panadero lanzado en 1986, llamada A los muchachos de Sing Sing, la cual tiene un mensaje de aliento a los convictos.
Existe una canción del cantautor franco-tunecino (Michel) Laurent titulada Sing Sing Barbara, de 1971, que cuenta la historia de un recluso que desde esta prisión lanza desesperados mensajes de amor a su mujer.
Existe una canción del grupo madrileño Los Nikis titulada Diez años en Sing Sing, la cual da título también al disco homenaje a dicho grupo.
Existe una canción del grupo vasco Sorotan Bele titulada Sing Singatiko Folk & Rolla.
En 1932 se rodó la película Veinte mil años en Sing Sing, dirigida por Michael Curtiz y protagonizada por Spencer Tracy y Bette Davis. La cinta está basada en el libro homónimo de Lewis E. Lawes.
En la película Constantine, y en la historieta oficial de la misma, se ve que John Constantine usa la silla de la prisión de Sing Sing para conectarse con el infierno.
En la película Citizen Kane, el protagonista Charles Kane amenaza a su rival político, Jim Gettys, de enviarlo a Sing Sing, cuando Gettys le comunica a Kane que publicará en los diarios su amorío con Susan Alexander si no se retira de las elecciones.
En la película The Pilgrim, Charles Chaplin interpreta el papel de un presidiario recién fugado de prisión, que, cuando está en la estación de trenes, mueve el dedo sin mirar sobre el tablón de destinos para elegir uno al azar y cae sobre Sing Sing, por lo que repite de nuevo el proceso al darse cuenta de su desafortunada elección.
En la película Breakfast at Tiffany's, Holly Golightly visita periódicamente al preso Sally Tomato en esta prisión.
En la película y en el musical The Producers, los protagonistas paran en la misma cárcel y crean un musical llamado Prisoners of Love.
En el videojuego Driver Parallel Lines, el protagonista pasa 28 años en Sing Sing.
En la serie televisiva de ABC Castle, Sing Sing es citada durante un episodio de la cuarta, quinta y octava temporadas.
En la película de cine negro "Odds Against Tomorrow", Johnny, el personaje interpretado por Harry Belafonte, dice: "Sé que le cambiaron de color cuando le rehabilitaron en Sing Sing".
En la serie televisiva de AMC Mad Men, Sing Sing es citada durante un episodio de la tercera temporada.
En la serie Breakout Kings, los prisioneros son trasladados a Sing Sing por su ayuda.
En la canción Plante Bandera, del artista Tego Calderón, aparece la frase "¡Si rapear fuera un crimen, estaría en Sing Sing!".
En la saga de películas de terror Maniac Cop, el policía Max Cortell es asesinado en la prisión de Sing Sing por los reclusos y resucita en forma de un "policía maníaco".
En la serie de Netflix The Punisher, Arthur le menciona a Billy Russo haber estado preso 10 años en Sing Sing, en el episodio 4 de la segunda temporada.
En la novela "El psicoanalista" de John Katzenback publicada en 2002, se nombra la cárcel de Sing Sing en la que un hombre cumplió condena por seis meses.
En la novela de Georges Simenon El perro canelo protagonizado por el comisario Maigret, uno de los personajes pasa varios años en la prisión de Sing Sing.
En los cómics "Mortadelo y Filemón", del dibujante Francisco Ibáñez, cuando un personaje ha hecho alguna barbaridad le condenan al penal de Sing Sing y aparece con el típico traje a rayas blancas y negras de prisionero picando piedra con una bola de hierro encadenada a su pierna.
En la serie Ley y Orden se menciona constantemente la cárcel de Sing Sing, así como también en la serie Blue Bloods.
En la canción Insciallah mi amor, perteneciente al álbum Viento, lucha y sol de los italianos Banda Bassotti, se menciona la prisión en uno de sus versos: "Bienvenidos al infierno / En esta enorme Sing Sing".